# Kanton Aubrac et Carladez
Der Kanton Aubrac et Carladez ist ein französischer Wahlkreis im Arrondissement Rodez im Département Aveyron in der Region Okzitanien. Durch die landesweite Neuordnung der französischen Kantone wurde er 2015 neu geschaffen.

## Gemeinden
Der Kanton besteht aus 21 Gemeinden mit insgesamt 9928 Einwohnern (Stand: 1. Januar 2022) auf einer Gesamtfläche von 860,25 km²:
| Gemeinde                      | Einwohner 1. Januar 2022 | Fläche km² | Dichte Einw./km² | Code INSEE | Postleitzahl |
| ----------------------------- | ------------------------ | ---------- | ---------------- | ---------- | ------------ |
| Argences en Aubrac            | 1.597                    | 151,78     | 11               | 12223      | 12210, 12420 |
| Brommat                       | 632                      | 43,28      | 15               | 12036      | 12600        |
| Campouriez                    | 330                      | 18,38      | 18               | 12048      | 12140        |
| Cantoin                       | 312                      | 42,37      | 7                | 12051      | 12420        |
| Cassuéjouls                   | 106                      | 10,35      | 10               | 12058      | 12210        |
| Condom-d’Aubrac               | 289                      | 46,08      | 6                | 12074      | 12470        |
| Curières                      | 214                      | 36,06      | 6                | 12088      | 12210        |
| Florentin-la-Capelle          | 281                      | 36,80      | 8                | 12103      | 12140        |
| Huparlac                      | 252                      | 24,70      | 10               | 12116      | 12460        |
| Lacroix-Barrez                | 531                      | 28,01      | 19               | 12118      | 12600        |
| Laguiole                      | 1.215                    | 63,06      | 19               | 12119      | 12210        |
| Montézic                      | 226                      | 18,87      | 12               | 12151      | 12460        |
| Montpeyroux                   | 519                      | 61,71      | 8                | 12156      | 12210        |
| Mur-de-Barrez                 | 685                      | 20,18      | 34               | 12164      | 12600        |
| Murols                        | 102                      | 13,90      | 7                | 12166      | 12600        |
| Saint-Amans-des-Cots          | 732                      | 41,51      | 18               | 12209      | 12460        |
| Saint-Chély-d’Aubrac          | 517                      | 78,65      | 7                | 12214      | 12470        |
| Saint-Symphorien-de-Thénières | 219                      | 31,63      | 7                | 12250      | 12460        |
| Soulages-Bonneval             | 302                      | 15,16      | 20               | 12273      | 12210        |
| Taussac                       | 508                      | 39,30      | 13               | 12277      | 12600        |
| Thérondels                    | 359                      | 38,47      | 9                | 12280      | 12600        |
| Kanton Aubrac et Carladez     | 9.928                    | 860,25     | 12               | 1201       | –            |

## Veränderungen im Gemeindebestand seit der landesweiten Neuordnung der Kantone
2016: Fusion Alpuech, Graissac, Lacalm, Sainte-Geneviève-sur-Argence, La Terrisse und Vitrac-en-Viadène → Argences en Aubrac

## Politik
| Vertreter im Departementrat | Vertreter im Departementrat  | Vertreter im Departementrat |
| Amtszeit                    | Namen                        | Partei                      |
| --------------------------- | ---------------------------- | --------------------------- |
| 2015–                       | Vincent Alazard Annie Cazard | DVD                         |